# Anoplophora chinensis
Anoplophora chinensis Thomson, 1865 (sinónimo Anoplophora malasiaca) es un insecto coleóptero perteneciente a la familia Cerambycidae, originario del Extremo Oriente y cuya presencia en Europa parece deberse a su introducción involuntaria por medio de bonsáis importados de Japón. Su presencia ha sido considerada como una agresión medioambiental en viveros europeos y estadounidenses, así como arboledas compuestas de cítricos, olmos, higueras y sauces.
Es un insecto de entre 20-40 mm, de color oscuro, con 10 a 12 manchitas blancas. Generalmente las hembras son más grandes que los machos. La base de los élitros tiene numerosos tubérculos. Pueden poner hasta 200 huevos.